# Le Fakir, mystère indien
Pour plus de détails, voir Fiche technique et Distribution.
Le Fakir, mystère indien est un film français de Georges Méliès, sorti en 1896. Actuellement, le film est considéré comme perdu.